# ロチェスター (ミネソタ州)

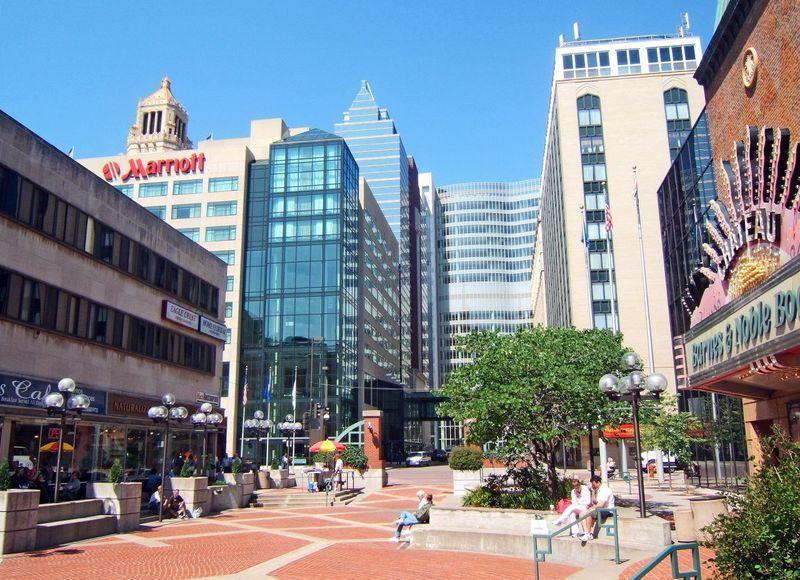
ロチェスターのダウンタウン

ロチェスター（Rochester）は、アメリカ合衆国ミネソタ州南東部に位置する都市。オルムステッド郡の郡庁所在地である。ミネアポリス・セントポールの南東約125kmに位置する。人口は12万1395人（2020年）。ミネアポリス、セントポールに次ぐ州第3の都市となっている。オルムステッド郡を中心に3郡からなるロチェスター都市圏の中核である。
ロチェスターの経済と雇用は医療関連とハイテク関連によって支えられている。ロチェスターはメイヨー・クリニックが本部を置いている街として知られている。また、ロチェスターにはIBMが大規模な工場を置いている。マネー誌の「住むのに最も良い場所」ランキングでは常連で、2006年に第67位にランクされた。

## 歴史

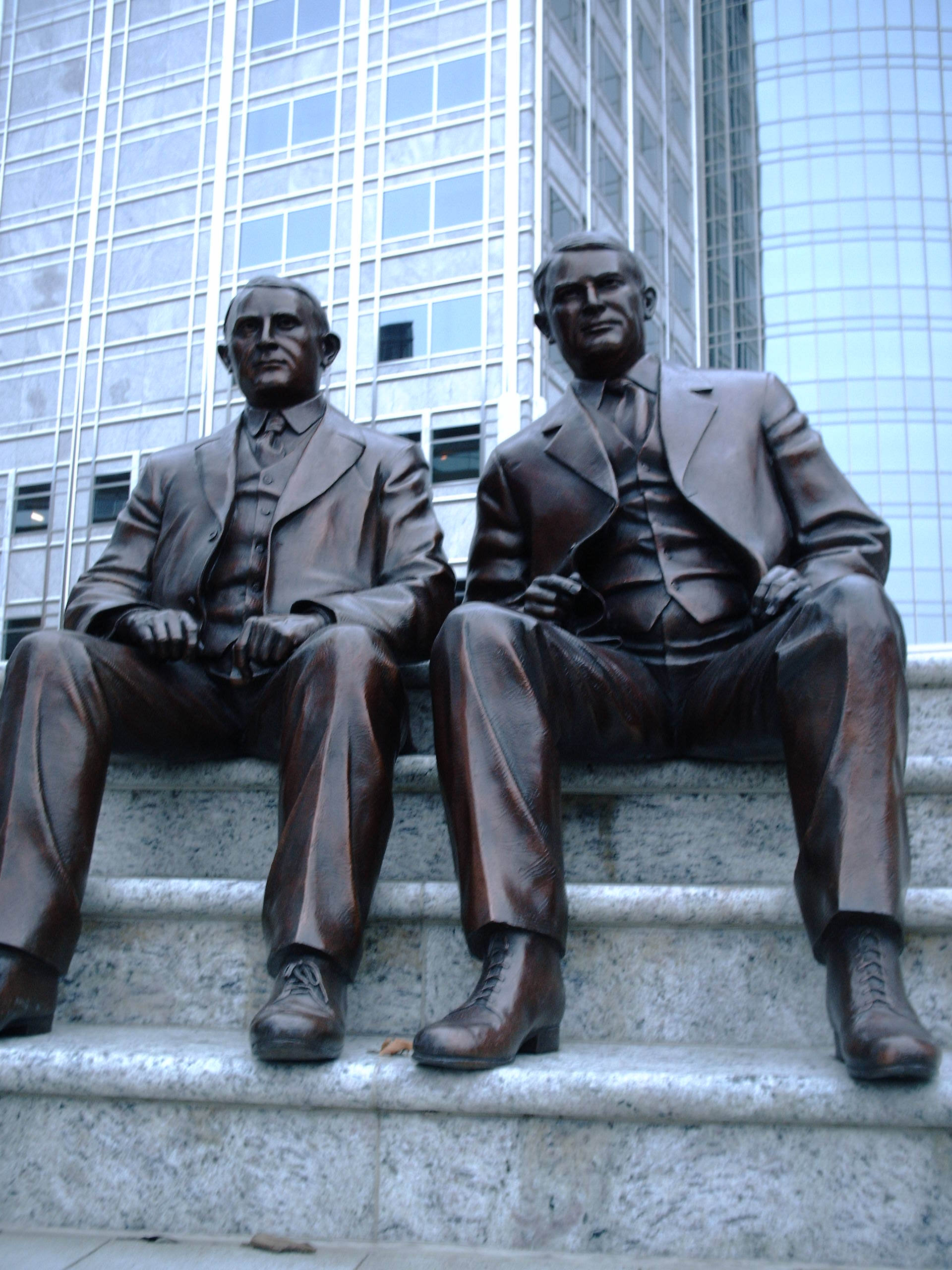
メイヨー・クリニックの前に立つメイヨー兄弟の像

古くは、この一帯はネイティブ・アメリカンのスー族やオジブワ族、ウィネバゴ族の遊牧民の領域であった。1851年にスー族がトラバース・デ・スー条約およびメンドータ条約に従う形でミネソタ準州にこの地を譲った。1853年には条約が締結され、この一帯への入植が始まった。翌1854年にロチェスターはジョージ・ヘッドによって創設された。ジョージ・ヘッドの入植地はちょうど現在のロチェスターのビジネス街にあたる位置にあった。入植地の名はヘッドの出身地であるニューヨーク州ロチェスターからつけられた。村の人口は1856年には50人に、1858年には1,500人に達した。準州の法律に従ってオルムステッド郡が1855年に創設されると、その翌々年の1857年にロチェスターは郡庁所在地に指定された。初期のロチェスターは農業に加え、セントポールとアイオワ州北東部のミシシッピ河岸の町ダビュークとを結ぶ駅馬車の停車地として発展した。1860年代に鉄道が開通すると、ロチェスターにはさらにビジネスの機会が増え、新たな住民も移入してきた。
1863年、ウィリアム・メイヨーは南北戦争に徴兵された新兵の検査外科医としてロチェスターに来た。その20年後、1883年8月21日、大規模な竜巻がロチェスターの町を襲い、37人の死者と数千人の負傷者を出した。このとき、ロチェスターにはまだ病院がなかったため、メイヨーは2人の息子とともに負傷者の治療にあたった。60,000ドルの寄付が集まり、メイヨが地元の聖フランシス女子修道院を補助する形で、1889年にセント・メアリーズ病院が開設された。後にメイヨー・クリニックとして世界的な評価を得ることになる病院の始まりであった。

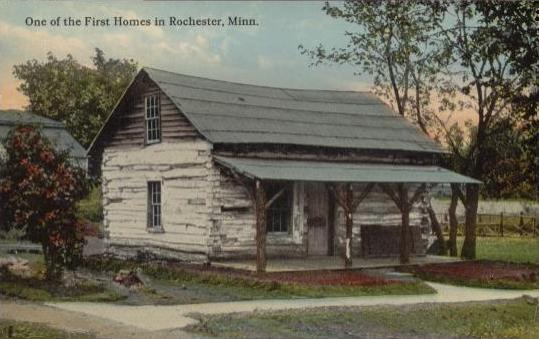
初期の家屋、1912年
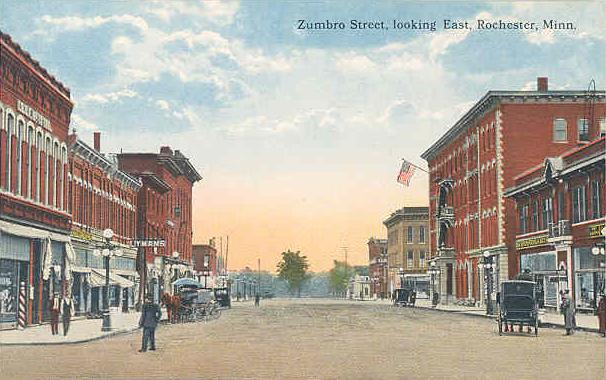
センターストリート、1912年
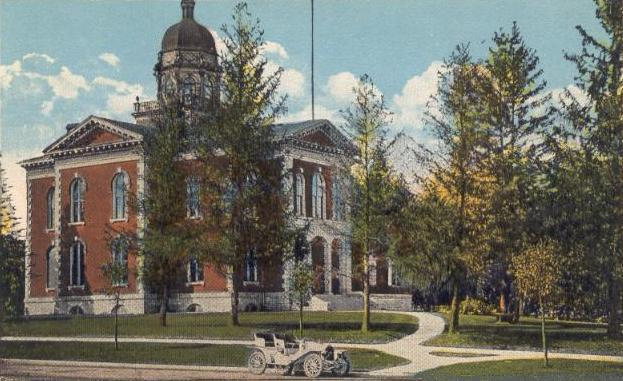
裁判所、1915年
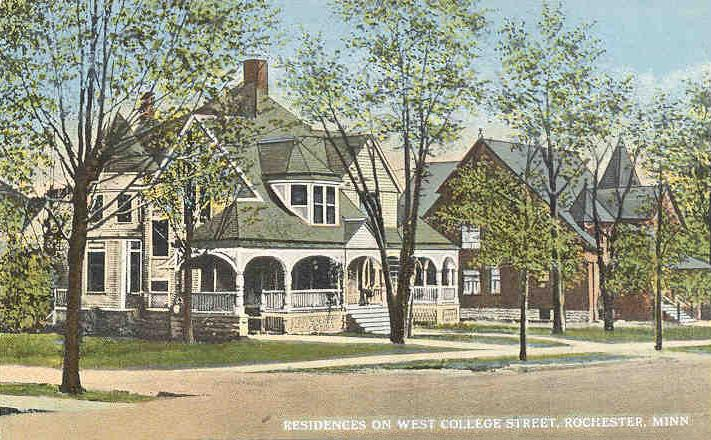
4thストリート、1909年

## 地理

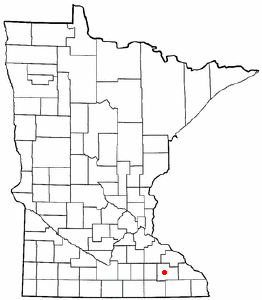
ロチェスターの位置

ロチェスターは北緯44度1分24秒 西経92度27分47秒 / 北緯44.02333度 西経92.46306度に位置している。ミネアポリス・セントポールの「双子の都市」からは南東約125kmに位置している。市はミシシッピ川の支流のひとつであるズンブロ川の南支流に沿って形成されている。1978年の洪水のあと、多額の費用を投じてズンブロ川に洪水対策がなされ、その結果川の流れは直線化され、両岸には護岸工事がなされた。また近隣の川の流れも変えられた。
アメリカ合衆国統計局によると、ロチェスター市は総面積103.0km²（39.8mi²）である。このうち102.6km²（39.6mi²）が陸地で0.4km²（0.1mi²）が水域である。総面積の0.35%が水域になっている。
ロチェスターが属するオルムステッド郡は、Land of 10,000 Lakes（1万の湖の地）という別名を持つほど湖の多いミネソタ州の中ではわずか4つしかない、天然の湖を全く持たない郡である。ただし人造湖は存在する。市の中心部の近く、シルバー川がズンブロ川南支流に合流する地点に作られたシルバー湖の水は、近隣の発電所の冷却水として長年使われてきた。ただし近年では、冷却水として使う水の量は減ってきている。同時に、温まった湖の水はミネソタの凍てつく冬の寒さの中でも凍ることがなく、市のシンボルであるカナダガンの格好の飛来地となっていた。
ロチェスターの気候はダルースなど州北部や中部ほどではないものの、州内の他地域同様に涼しい夏と寒さの厳しい冬に特徴付けられる。夏の平均気温は最も暖かい7月でも摂氏20度を少し超える程度で、昼間でも摂氏30度に達することは少ない。一方、冬の平均気温は最も寒い1月では氷点下10度を下回り、夜には氷点下20度を下回ることもある。ケッペンの気候区分では冷帯湿潤気候（Dfb）に属する。
|               | 1月   | 2月  | 3月  | 4月  | 5月  | 6月   | 7月   | 8月  | 9月  | 10月 | 11月 | 12月 | 年    |
| ------------- | ----- | ---- | ---- | ---- | ---- | ----- | ----- | ---- | ---- | ---- | ---- | ---- | ----- |
| 平均気温（℃） | -11.1 | -7.8 | -1.7 | 7.2  | 13.9 | 18.3  | 21.7  | 20.6 | 15.6 | 8.9  | 0.0  | -7.2 | 6.7   |
| 降水量（mm）  | 20.3  | 20.3 | 45.7 | 71.1 | 86.4 | 101.6 | 106.7 | 99.1 | 78.7 | 50.8 | 43.2 | 25.4 | 749.3 |

冬の寒さや降雪への対策として、ロチェスターのダウンタウンにはオフィス、ホテル、店舗、レストランなどを結ぶ空調完備の屋内通路が張り巡らされている。地上2階以上につくられているものは「スカイウェイ」、地下につくられているものは「サブウェイ」とそれぞれ呼ばれている。スカイウェイやサブウェイはバリアフリーになっているため、メイヨー・クリニックの患者にとっても利便性が高い。

## 経済

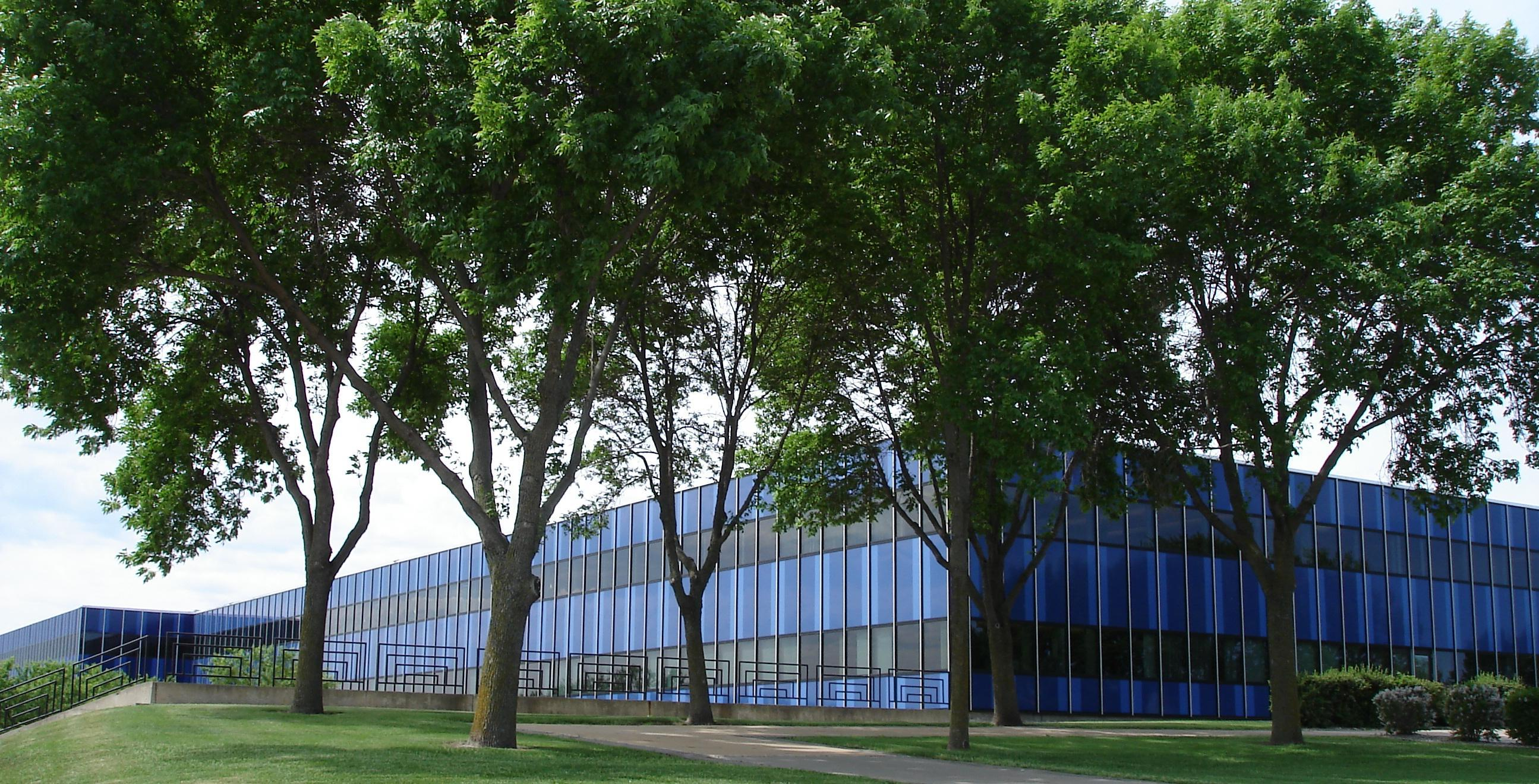
IBMのロチェスター工場

重工業を中心とした中西部の諸都市が軒並み凋落を続ける中、南部のサンベルト諸都市に匹敵する高い成長を遂げているロチェスターはミネソタ州きってのハイテク産業都市である。IBMは市の北西に広がるビジネス団地に330,000m²の敷地を有する大規模な施設で、おもにIBM System i中型コンピューター・システムとその関連製品の開発と製造を行なっている。この工場はエーロ・サーリネンが設計した。このほか、ロチェスターではコンピュータ設計やプログラミングといったコンピュータ関連産業や電機産業が発展しており、市の経済と市民の雇用を支える主産業となっている。これらのハイテク産業の存在によってアメリカ合衆国内外から多くのビジネス客がロチェスターに集まるため、ビジネス客を収容するホテルやレストランなどのサービス業も発展している。
そしてもう1つ、ハイテクと並んでロチェスターの経済を支えているのがメイヨー・クリニックに代表される医療部門である。メイヨー・クリニックは世界有数の病院であり、ジョージ・H・W・ブッシュ、ジェラルド・R・フォード、ロナルド・レーガン、ヨルダン国王フセイン1世といった国内外の要人までもが患者としてロチェスターを訪れたことがある。ロチェスターの高層建築物の多くはメイヨー・クリニックの建物である。市の雇用に与える影響も大きく、特に女性の雇用においてはコンピュータ関連産業をしのぐ。

## 交通
ロチェスターの玄関口となる空港は市の南西約11kmに位置するロチェスター国際空港（IATA: RST）である。同空港にはアメリカン航空やデルタ航空の便が就航している。ジェネラル・アビエーションや貨物施設もある。より規模の大きい空港としては、ミネアポリス=セントポール国際空港もロチェスターの北西約120kmと、利用可能な距離にある。
州間高速道路I-90はダウンタウンからかなり離れた市の南東を通っている。このI-90から北西に国道52号線が通っており、ロチェスターのダウンタウンの西側を南北に走るあたりでは高速道路規格になっている。ロチェスターとミネアポリス・セントポールを結ぶ高速道路はなく、I-90からI-35へと乗り継ぐとかなり遠回りになるため、国道52号線が短絡路としての役割を果たしている。ロチェスターにはグレイハウンドの便はないが、ミネアポリス・セントポールやウィスコンシン州の州都マディソンから同社と提携しているジェファーソン・ラインの中距離バスの便がある。
ロチェスターの市バス、ブルーライン は市内の名所、宿泊施設、会議施設、主要企業などを結んで走っている。また、ロチェスター中心部と周辺部とを結ぶ通勤バス の便もある。しかし全米の多くの他都市同様、ロチェスターにおける主な交通手段となっているのは自動車である。

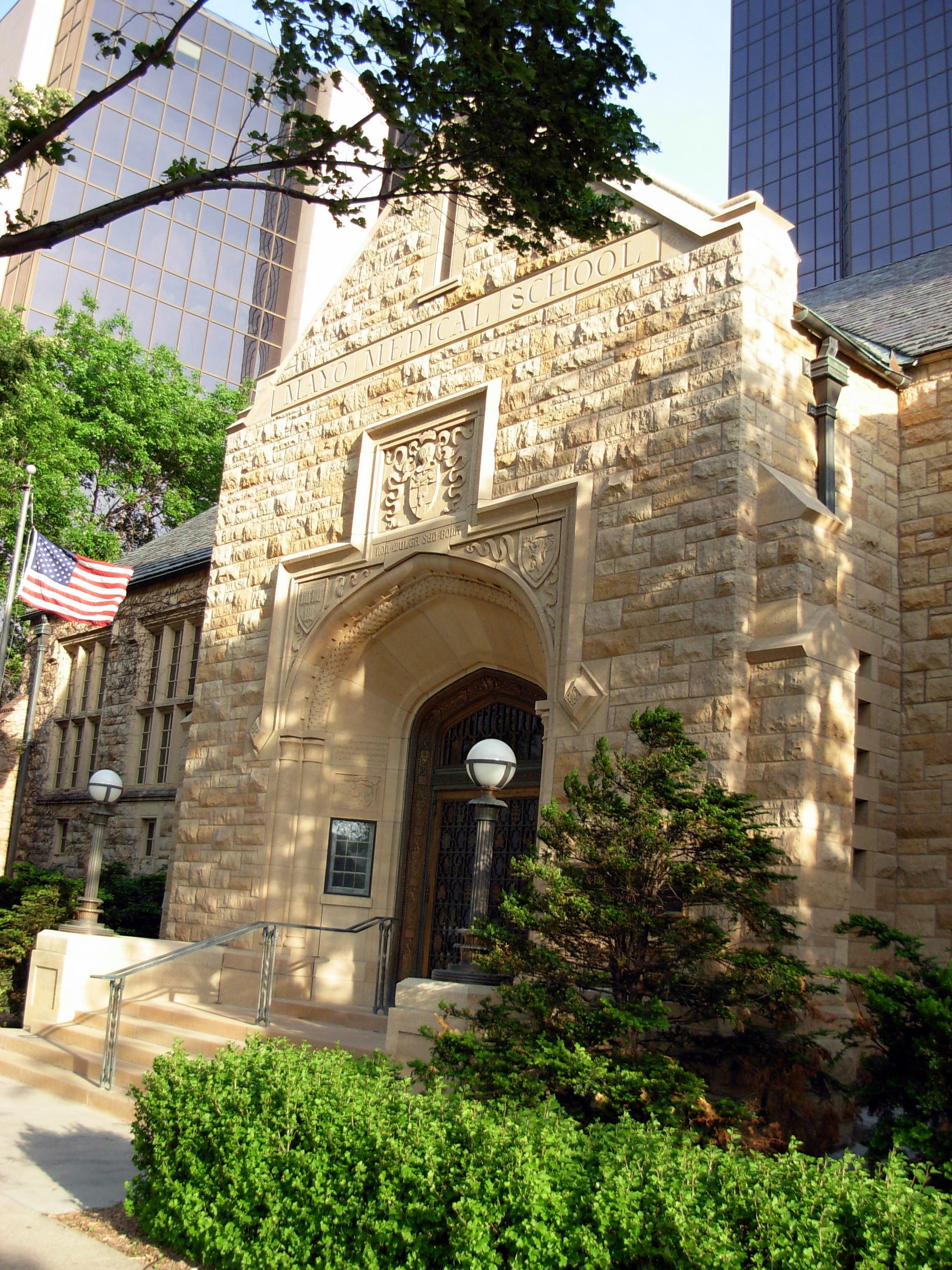
メイヨー医学校

## 教育
ダウンタウンの南東に立地するユニバーシティ・センター・ロチェスター（UCR） は地元コミュニティ・カレッジのロチェスター・コミュニティ・アンド・テクニカル・カレッジ、ミネソタ大学ロチェスター校、ウィノナ州立大学ロチェスター校の施設を1つにまとめた複合高等教育施設である。
メイヨー・クリニックの研究・教育部門であるメイヨー医学校 は大学院レベルの医学教育を提供している。1972年に開学した同校は医学専門教育のパイオニア的存在で、42名の募集枠に5,000人以上が応募する超難関である。同校の医学部はメイヨー医学校、メイヨー大学院、メイヨー生涯教育医学校、メイヨー保健学校、メイヨー・クリニック・レジデンシー・アンド・フェローシップ・プログラムで構成されている。

## 人口動態

### 都市圏人口
ロチェスター都市圏を形成する各郡の人口は以下の通りである（2020年国勢調査）。
ロチェスター都市圏
| 郡               | 州         | 人口      |
| ---------------- | ---------- | --------- |
| オルムステッド郡 | ミネソタ州 | 162,847人 |
| ワバシャ郡       | ミネソタ州 | 21,387人  |
| ドッジ郡         | ミネソタ州 | 20,867人  |
| 合計             | 合計       | 205,101人 |

### 市域人口推移
以下にロチェスター市における1860年から2020年までの人口推移をグラフおよび表で示す。
| 統計年 | 人口      |
| ------ | --------- |
| 1860年 | 1,424人   |
| 1870年 | 3,953人   |
| 1880年 | 5,103人   |
| 1890年 | 5,321人   |
| 1900年 | 6,843人   |
| 1910年 | 7,844人   |
| 1920年 | 13,722人  |
| 1930年 | 20,621人  |
| 1940年 | 28,312人  |
| 1950年 | 29,885人  |
| 1960年 | 40,663人  |
| 1970年 | 53,766人  |
| 1980年 | 57,890人  |
| 1990年 | 70,745人  |
| 2000年 | 85,806人  |
| 2010年 | 106,769人 |
| 2020年 | 121,395人 |